# Force majeure (film, 1989)
Cet article concerne le film de Pierre Jolivet. Pour le film de Ruben Östlund, voir Snow Therapy.
Pour les articles homonymes, voir Force majeure (homonymie).
Pour plus de détails, voir Fiche technique et Distribution.
Force majeure est un film français co-écrit et réalisé par Pierre Jolivet, sorti en 1989.

## Synopsis
Trois amis de voyage, Philippe, Daniel et Hans parcourent ensemble l'Asie. Philippe et Daniel, avant de partir, donnent leur part de marijuana à Hans qui a décidé de rester un peu plus longtemps.
Dix-huit mois plus tard, un avocat travaillant pour Amnesty International, Malcolm Forrest, retrouve Philippe et Daniel. Il leur explique que Hans a été arrêté le lendemain de leur départ pour possession de marijuana et que la quantité qu'il avait sur lui en fait un revendeur. Il a été condamné à la peine de mort. La seule solution pour éviter à Hans la peine capitale est que Philippe et Daniel se constituent prisonniers et fassent deux ans de prison avec Hans.
Ils ont cinq jours devant eux.

## Fiche technique
- Titre : Force majeure
- Réalisation : Pierre Jolivet
- Scénario : Pierre Jolivet et Olivier Schatzky
- Musique : Serge Perathoner et Jannick Top
- Décors : Éric Simon
- Costumes : Claire Fraisse
- Photographie : Bertrand Chatry
- Son : Michel Barlier, Dominique Dalmasso et Yves Osmu
- Montage : Jean-François Naudon
- Production : Paul Claudon et Michelle de Broca
- Sociétés de production : C.A.P.A.C. et Fildebroc Productions
- Société de distribution : AAA (France)
- Pays de production :  France
- Langue originale : français
- Format : couleur (Eastmancolor) — 35 mm — 1,85:1 — son monophonique
- Genre : drame
- Durée : 86 minutes
- Date de sortie : 
  - France : 5 avril 1989
- (fr) Classification et Visa CNC[1] : mention tous publics, Art et essai (visa d'exploitation no 68738 délivré le 13 avril 1989)
- Box-office France : 574 521 entrées[2]

## Distribution
- Patrick Bruel : Philippe Lamarck
- François Cluzet : Daniel Delroche
- Kristin Scott Thomas : Katia
- Alan Bates : Malcolm Forrest
- Sabine Haudepin : Jeanne
- Thom Hoffman : Hans
- Marc Jolivet : le journaliste
- Béatrice Assenza : Gloria
- Wim Meewisse : le père de Hans
- Pascal Leguennec : Bruno
- Ham Chaud Luong : le vieux
- Hong Mai Thomas : la patronne
- Jean-Pierre Lousteau : le joueur de billard
- Marguerite Tran : la serveuse
- François Basset : l'étudiant
- Fabrice Roche : le copain de Dan
- Georges Pellegrin : le concierge
- Stephane Bielikoff : le réceptionniste
- Sandra Grasset : la petite fille
- Hidde Maas : l'avocat
- Anouk Sluizer-Guizerix : l'infirmière
- Jean-Philippe Reverdot : le photographe
- Tina van Baren : le maître d'hôtel

## Autour du film
Un remake américain, Loin du paradis (1998), a été réalisé par Joseph Ruben avec Vince Vaughn, Anne Heche et Joaquin Phoenix.